# United Rugby Championship 2022/23
Die United Rugby Championship 2022/23 war die zweite Saison der internationalen Rugby-Union-Meisterschaft United Rugby Championship sowie die 22. Ausgabe, wenn man alle Vorgängerveranstaltungen miteinbezieht. Sie umfasste 18 Spieltage und begann am 16. September 2022. Beteiligt waren je vier Teams aus Irland, Südafrika und Wales sowie je zwei Teams aus Italien und Schottland. Die insgesamt 16 Teams waren in vier regionale Gruppen aufgeteilt, in denen sie um separate Trophäen (Shields) spielten. Nach dem letzten Spieltag, der am 22. April 2023 endete, traten die vier Shield-Gewinner im Play-off gegeneinander an. Das Finale fand am 27. Mai 2023 in Kapstadt statt; dabei setzte sich Munster Rugby gegen die Stormers durch und sicherte sich zum vierten Mal den Meistertitel.

## Format
Die Meisterschaft umfasste 18 Runden. Es gab vier regionale Gruppe (pools): Der Irish Shield Pool mit den vier irischen Teams, der Welsh Shield Pool mit den vier walisischen Teams, der South African Shield Pool mit den vier südafrikanischen Teams sowie der Scottish/Italian Shield Pool mit den zwei italienischen und zwei schottischen Teams. Jedes bestritt je sechs Heim- und Auswärtsspiele gegen seine regionalen Gruppenrivalen. Die restlichen zwölf Spiele wurden in einer Round Robin ausgetragen, bestehend aus gleich vielen Heim- und Auswärtsspielen gegen alle Teams der übrigen Gruppen. Daraus wurde eine Gesamttabelle ermittelt. Die acht besten Teams qualifizierten sich für das Viertelfinale, darauf folgten die Halbfinalspiele und das Finale.
Insgesamt acht Teams qualifizierten sich für den European Rugby Champions Cup der folgenden Saison, während die acht übrigen in den EPCR Challenge Cup einzogen. Alle im Wettbewerb erzielten Punkte wurden in die Rangliste der regionalen Gruppen aufgenommen, wobei sich das beste Team jeder Gruppe automatisch für den European Rugby Champions Cup qualifizierte. Die verbleibenden vier Plätze gingen an die bestplatzierten Teams der Gesamttabelle (sofern sie sich nicht bereits qualifiziert hatten).

## Regionalgruppen
Die regionalen Gruppen der regulären Saison waren der primäre Mechanismus, über den sich die Teams für die europäischen Wettbewerbe qualifizieren konnte. Die Gewinner der „Shields“ aller vier Regionalgruppen zogen automatisch in den European Rugby Champions Cup der Folgesaison ein. Die verbliebenen vier Plätze wurden an die vier besten Mannschaften der regulären Saison vergeben – unabhängig davon, welcher Regionalgruppe sie angehörten.

### Irland
|    | Team           | Spiele | Siege | Unent. | Ndlg. | Spiel- punkte | Diff. | Bonus- punkte | Tabellen- punkte |
| -- | -------------- | ------ | ----- | ------ | ----- | ------------- | ----- | ------------- | ---------------- |
| 1. | Leinster Rugby | 18     | 16    | 1      | 1     | 580:363       | + 217 | 13            | 79               |
| 2. | Ulster Rugby   | 18     | 13    | 0      | 5     | 554:378       | + 176 | 16            | 68               |
| 3. | Munster Rugby  | 18     | 10    | 1      | 7     | 470:357       | + 113 | 13            | 55               |
| 4. | Connacht Rugby | 18     | 10    | 0      | 8     | 456:426       | + 30  | 10            | 50               |

### Schottland / Italien
|    | Team                   | Spiele | Siege | Unent. | Ndlg. | Spiel- punkte | Diff. | Bonus- punkte | Tabellen- punkte |
| -- | ---------------------- | ------ | ----- | ------ | ----- | ------------- | ----- | ------------- | ---------------- |
| 1. | Glasgow Warriors       | 18     | 12    | 0      | 6     | 498:403       | + 95  | 11            | 63               |
| 2. | Benetton Rugby Treviso | 18     | 8     | 0      | 10    | 440:533       | − 93  | 9             | 41               |
| 3. | Edinburgh Rugby        | 18     | 6     | 0      | 12    | 466:467       | − 1   | 14            | 38               |
| 4. | Zebre Parma            | 18     | 0     | 0      | 18    | 343:734       | − 391 | 11            | 11               |

### Südafrika
|    | Team     | Spiele | Siege | Unent. | Ndlg. | Spiel- punkte | Diff. | Bonus- punkte | Tabellen- punkte |
| -- | -------- | ------ | ----- | ------ | ----- | ------------- | ----- | ------------- | ---------------- |
| 1. | Stormers | 18     | 12    | 2      | 4     | 531:391       | + 140 | 16            | 68               |
| 2. | Bulls    | 18     | 10    | 0      | 8     | 613:448       | + 165 | 13            | 53               |
| 3. | Sharks   | 18     | 9     | 1      | 8     | 486:480       | + 6   | 10            | 48               |
| 4. | Lions    | 18     | 9     | 0      | 9     | 454:538       | − 84  | 9             | 45               |

### Wales
|    | Team          | Spiele | Siege | Unent. | Ndlg. | Spiel- punkte | Diff. | Bonus- punkte | Tabellen- punkte |
| -- | ------------- | ------ | ----- | ------ | ----- | ------------- | ----- | ------------- | ---------------- |
| 1. | Cardiff Rugby | 18     | 9     | 0      | 9     | 425:470       | − 45  | 8             | 44               |
| 2. | Ospreys       | 18     | 5     | 2      | 11    | 400:514       | − 114 | 11            | 35               |
| 3. | Scarlets      | 18     | 6     | 1      | 11    | 435:506       | − 71  | 8             | 34               |
| 4. | Dragons RFC   | 18     | 4     | 0      | 14    | 391:534       | − 143 | 8             | 24               |

## Gesamttabelle
Die Gesamttabelle diente dazu, jene Teams zu ermitteln, die sich für die Play-offs qualifizieren. Die acht bestplatzierten am Ende der regulären Saison qualifizierten sich unabhängig von der regionalen Gruppe für das Viertelfinale, wobei sie in der Reihenfolge des Abschlusses der regulären Saison gesetzt wurden. Die Gesamttabelle bildete auch den zweiten Weg zur Qualifikation für den European Rugby Champions Cup, für den sich die vier besten Mannschaften qualifizierten, die nicht bereits Shield-Gewinner waren. 

M = Amtierender Meister
|     | Team                   | Spiele | Siege | Unent. | Ndlg. | Spiel- punkte | Diff. | Bonus- punkte | Tabellen- punkte |
| --- | ---------------------- | ------ | ----- | ------ | ----- | ------------- | ----- | ------------- | ---------------- |
| 01. | Leinster Rugby         | 18     | 16    | 1      | 1     | 580:363       | + 217 | 13            | 79               |
| 02. | Ulster Rugby           | 18     | 13    | 0      | 5     | 554:378       | + 176 | 16            | 68               |
| 03. | Stormers (M)           | 18     | 12    | 2      | 4     | 531:391       | + 140 | 16            | 68               |
| 04. | Glasgow Warriors       | 18     | 12    | 0      | 6     | 498:403       | + 95  | 11            | 63               |
| 05. | Munster Rugby          | 18     | 10    | 1      | 7     | 470:357       | + 113 | 13            | 55               |
| 06. | Bulls                  | 18     | 10    | 0      | 8     | 613:448       | + 165 | 13            | 53               |
| 07. | Connacht Rugby         | 18     | 10    | 0      | 8     | 456:426       | + 30  | 10            | 50               |
| 08. | Sharks                 | 18     | 9     | 1      | 8     | 486:480       | + 6   | 10            | 48               |
| 09. | Lions                  | 18     | 9     | 0      | 9     | 454:538       | − 84  | 9             | 45               |
| 10. | Cardiff Rugby          | 18     | 9     | 0      | 9     | 425:470       | − 45  | 8             | 44               |
| 11. | Benetton Rugby Treviso | 18     | 8     | 0      | 10    | 440:533       | − 93  | 9             | 41               |
| 12. | Edinburgh Rugby        | 18     | 6     | 0      | 12    | 466:467       | − 1   | 14            | 38               |
| 13. | Ospreys                | 18     | 5     | 2      | 11    | 400:514       | − 114 | 11            | 35               |
| 14. | Scarlets               | 18     | 6     | 1      | 11    | 435:506       | − 71  | 8             | 34               |
| 15. | Dragons RFC            | 18     | 4     | 0      | 14    | 391:534       | − 143 | 8             | 24               |
| 16. | Zebre Parma            | 18     | 0     | 0      | 18    | 343:734       | − 391 | 11            | 11               |

Die Punkte wurden wie folgt verteilt:
- 4 Punkte bei einem Sieg
- 2 Punkte bei einem Unentschieden
- 0 Punkte bei einer Niederlage (vor möglichen Bonuspunkten)
- 1 Bonuspunkt für vier oder mehr Versuche, unabhängig vom Endstand
- 1 Bonuspunkt bei einer Niederlage mit sieben oder weniger Punkten Unterschied

## Play-offs

### Viertelfinale
| 5. März 2023 19:35 WESZ | Ulster Rugby                                                                       | 10 : 15       | Connacht Rugby                                   | Kingspan Stadium, Belfast Zuschauer: 12.844 Schiedsrichter: Andrew Brace (Irland) |
| 5. März 2023 19:35 WESZ | Versuche: O’Connor 63. erh. Erhöhungen: Cooney (1/1) Straftritte: Cooney (1/1) 20. | (3:9) Bericht | Straftritte: Carty (5/5) 24., 33., 40., 44., 75. | Kingspan Stadium, Belfast Zuschauer: 12.844 Schiedsrichter: Andrew Brace (Irland) |

| 6. Mai 2023 15:30 SAST | Stormers | 33 : 21        | Bulls                                                                                             | Cape Town Stadium, Kapstadt Zuschauer: 44.106 Schiedsrichter: Jaco Peyper (Südafrika) |
| 6. Mai 2023 15:30 SAST | Versuche: Dayimani 8. erh. Zas 22. erh. Davids 47. erh. Erhöhungen: Libbok (3/3) Straftritte: Libbok (4/4) 16., 43., 62., 75. | (17:7) Bericht | Versuche: Brink 38. erh. Papier 57. erh. du Plessis 80. erh. Erhöhungen: Goosen (1/1) Smith (2/2) | Cape Town Stadium, Kapstadt Zuschauer: 44.106 Schiedsrichter: Jaco Peyper (Südafrika) |

| 6. Mai 2023 17:00 WESZ | Leinster Rugby | 35 : 5         | Sharks                       | Aviva Stadium, Dublin Zuschauer: 14.462 Schiedsrichter: Craig Evans (Wales) |
| 6. Mai 2023 17:00 WESZ | Versuche: Doris 14. erh. Milne 22. erh. Larmour 25. erh. Deegan 51. erh. Gibson-Park 75. erh. Erhöhungen: H. Byrne (4/4) R. Byrne (1/1) | (21:5) Bericht | Versuche: Williams 7. n.erh. | Aviva Stadium, Dublin Zuschauer: 14.462 Schiedsrichter: Craig Evans (Wales) |

| 6. Mai 2023 19:35 WESZ | Glasgow Warriors                                     | 5 : 14         | Munster Rugby                              | Scotstoun Stadium, Glasgow Zuschauer: 6943 Schiedsrichter: Andrea Piardi (Italien) |
| 6. Mai 2023 19:35 WESZ | Versuche: Steyn 66. n.erh. Erhöhungen: Crowley (2/2) | (0:14) Bericht | Versuche: Fekitoa 22. erh. Frisch 27. erh. | Scotstoun Stadium, Glasgow Zuschauer: 6943 Schiedsrichter: Andrea Piardi (Italien) |

### Halbfinale
| 13. Mai 2023 16:00 SAST | Stormers | 43 : 25         | Connacht Rugby | Cape Town Stadium, Kapstadt Zuschauer: 47.261 Schiedsrichter: Mike Adamson (Schottland) |
| 13. Mai 2023 16:00 SAST | Versuche: Davids 15. erh. Libbok (2) 27. erh., 32. erh. de Wet 64. erh. Theunissen 76. n.erh. Nel 79. erh. Erhöhungen: Libbok (5/6) Straftritte: Libbok (1/1) 24. | (24:13) Bericht | Versuche: Hansen 12. n.erh. Oliver 39. n.erh. Hurley-Langton 58. erh. Ralston 74. n.erh. Erhöhungen: Carty (1/4) Straftritte: Carty (1/1) 3. | Cape Town Stadium, Kapstadt Zuschauer: 47.261 Schiedsrichter: Mike Adamson (Schottland) |

| 13. Mai 2023 17:30 WESZ | Leinster Rugby                                                                                           | 15 : 16        | Munster Rugby | Aviva Stadium, Dublin Zuschauer: 26.795 Schiedsrichter: Frank Murphy (Irland) |
| 13. Mai 2023 17:30 WESZ | Versuche: Jenkins 38. erh. McCarthy 62. n.erh. Erhöhungen: H. Byrne (1/2) Straftritte: H. Byrne (1/1) 2. | (10:6) Bericht | Versuche: Beirne 45. erh. Erhöhungen: Crowley (1/1) Straftritte: Healy (2/2) 11., 24. Dropgoals: Crowley (1/1) 77. | Aviva Stadium, Dublin Zuschauer: 26.795 Schiedsrichter: Frank Murphy (Irland) |

### Finale
| 27. Mai 2023 19:35 WESZ | Stormers                                                          | 14 : 19        | Munster Rugby                                                                       | Cape Town Stadium, Kapstadt Zuschauer: 56.344 Schiedsrichter: Andrea Piardi (Italien) |
| 27. Mai 2023 19:35 WESZ | Versuche: Libbok 5. erh. Fourie 49. erh. Erhöhungen: Libbok (2/2) | (7:12) Bericht | Versuche: Barron 9. n.erh. Nash 28. erh. Hodnett 74. erh. Erhöhungen: Crowley (2/3) | Cape Town Stadium, Kapstadt Zuschauer: 56.344 Schiedsrichter: Andrea Piardi (Italien) |

| 15                 | Damian Willemse     |              |
| 14                 | Angelo Davids       |              |
| 13                 | Ruhan Nel           |              |
| 12                 | Dan du Plessis      |              |
| 11                 | Leolin Zas          | 78.          |
| 10                 | Manie Libbok        |              |
| 09                 | Herschel Jantjies   | 65.          |
| 08                 | Evan Roos           | 18. bis 28.′ |
| 07                 | Hacjivah Dayimani   | 49.          |
| 06                 | Deon Fourie         | 56.          |
| 05                 | Marvin Orie         |              |
| 04                 | Ruben van Heerden   | 78.          |
| 03                 | Frans Malherbe      | 61.          |
| 02                 | Joseph Dweba        | 61.          |
| 01                 | Steven Kitshoff     | 71.          |
| Auswechselspieler: |                     |              |
| 16                 | JJ Kotze            | 61.          |
| 17                 | Ali Vermaak         | 71.          |
| 18                 | Neethling Fouché    | 61.          |
| 19                 | Ben-Jason Dixon     | 49.          |
| 20                 | Willie Engelbrecht  | 56.          |
| 21                 | Marcel Theunissen   | 78.          |
| 22                 | Paul de Wet         | 65.          |
| 23                 | Clayton Blommetjies | 78.          |
| Trainer:           |                     |              |
| John Dobson        |                     |              |

| 15                 | Mike Haley      | 47. bis 57.′ |
| 14                 | Calvin Nash     | 69.          |
| 13                 | Antoine Frisch  | 61.          |
| 12                 | Malakai Fekitoa |              |
| 11                 | Shane Daly      |              |
| 10                 | Jack Crowley    | 78′          |
| 09                 | Conor Murray    | 65.          |
| 08                 | Gavin Coombes   |              |
| 07                 | John Hodnett    |              |
| 06                 | Peter O’Mahoney | 33.          |
| 05                 | Tadhg Beirne    |              |
| 04                 | Jean Kleyn      | 68.          |
| 03                 | Stephen Archer  | 61.          |
| 02                 | Diarmuid Barron | 61.          |
| 01                 | Jeremy Loughman | 61.          |
| Auswechselspieler: |                 |              |
| 16                 | Niall Scannell  | 61.          |
| 17                 | Josh Wycherley  | 61.          |
| 18                 | Roman Salanoa   | 61.          |
| 19                 | RG Snyman       | 33.          |
| 20                 | Alex Kendellen  | 68.          |
| 21                 | Craig Casey     | 65.          |
| 22                 | Ben Healy       | 61.          |
| 23                 | Keith Earls     | 69.          |
| Trainer:           |                 |              |
| Graham Rowntree    |                 |              |

## Statistik
Quelle: United Rugby Championship

### Meiste erzielte Versuche
|    | Name           | Verein          | Versuche |
| -- | -------------- | --------------- | -------- |
| 1. | Tom Stewart    | Ulster Rugby    | 16       |
| 2. | Darcy Graham   | Edinburgh Rugby | 12       |
| 3. | Caolin Blade   | Connacht Rugby  | 11       |
| 4. | Gavin Coombes  | Munster Rugby   | 10       |
| 4. | Simone Gesi    | Zebre Parma     | 10       |
| 4. | Rob Russell    | Leinster Rugby  | 10       |
| 4. | Grant Williams | Sharks          | 10       |

### Meiste erzielte Punkte
|    | Name         | Verein         | Punkte |
| -- | ------------ | -------------- | ------ |
| 1. | Manie Libbok | Stormers       | 217    |
| 2. | John Cooney  | Ulster Rugby   | 139    |
| 3. | Chris Smith  | Bulls          | 129    |
| 4. | Jack Carty   | Connacht Rugby | 105    |
| 5. | Curwin Bosch | Sharks         | 104    |